# ولادیمیر پتکوویچ
ولادیمیر پتکوویچ (انگلیسی: Vladimir Petković؛ زادهٔ ۱۵ اوت ۱۹۶۳) بازیکن سابق و مربی فوتبال اهل بوسنی-سوئیس است.وی سرمربی تیم ملی فوتبال الجزایر است‌.
از باشگاه‌هایی که در آن بازی کرده‌است می‌توان به سارایوو، کوپر و سیون اشاره کرد.
پتکوویچ همچنین سابقه مربی‌گری در تیم‌های یانگ بویز برن، سامسون‌اسپور، سیون، لاتزیو، تیم ملی فوتبال سوئیس و بوردو را در کارنامه دارد.

## افتخارات

### بازیکن
سارایوو
- لیگ دسته اول فوتبال یوگسلاوی: ۸۵–۱۹۸۴

### سرمربی
مالکانتونه آگنو
- لیگ ۱ سوئیس: ۰۳–۲۰۰۲

لاتزیو
- کوپا ایتالیا: ۱۳–۲۰۱۲